# Талейран-Перигор, Огюстен-Мари-Эли-Шарль де
Огюстен-Мари-Эли-Шарль де Талейран-Перигор (фр. Augustin-Marie-Hélie-Charles de Talleyrand-Périgord; 8 января 1788, Париж — 8 июня 1879, Париж), 2-й герцог Перигорский и 11-й принц де Шале, гранд Испании 1-го класса — французский военный и государственный деятель.

## Биография
Сын Эли-Шарля де Талейран-Перигора, герцога Перигорского, и Мари Шарлотты Розали де Бейлан
Получил классическое образование в Германии. В 1809 году стал младшим лейтенантом в гусарском полку. Участвовал в войнах 1809—1814 годов, дослужившись до шефа эскадрона. При Второй реставрации был произведён в полковники 1-го гвардейского кирасирского полка (8.09.1815). В 1818 году стал лагерным маршалом, возглавлял бригаду в Люневильском лагере, а в 1830 году вошёл в состав кавалерийского комитета.
9 апреля 1829 года был принят в состав Палаты пэров по праву наследования, на место своего отца. Отказался приносить присягу Июльской монархии и вернулся в частную жизнь. Был командором ордена Почётного легиона.

## Семья
Жена (22.06.1807): Апполина Мари-Николетта де Шуазёль-Прален (7.12.1789—17.04.1866), дочь Сезара Ипполита де Шуазёль-Пралена, графа де Сент-Сюзанн, и Луизы Жозефиы де Шуазёль
Дети:
- Алис-Мари-Шарлотта (4.11.1808—22.09.1842). Муж (27.01.1829): герцог Пьер д'Алькантара Шарль Мари д'Аренберг (1790—1877)
- Эли-Луи-Роже (23.11.1809—7.04.1883), герцог Перигорский, принц де Шале. Жена (28.02.1832): Элоди Полин Викторин де Бовилье де Сент-Эньян (1811—1834), дочь Раймона Франсуа Бовилье, герцога де Сент-Эньяна и Эммы Виктюрьены Натали де Рошешуар-Мортемар
- Огюстен Рене Адальбер Поль (28.11.1811—15.09.1879), граф де Перигор. Жена (29.03.1853): Мари-Сесиль Амиси Руссо де Сент-Эньян (1833—1854)